# Lussemburgo ai Giochi della XVIII Olimpiade
Il Lussemburgo partecipò ai Giochi della XVIII Olimpiade, svoltisi a Tokyo dal 10 al 24 ottobre 1964, con una delegazione di 12 atleti impegnati in 7 discipline per un totale di 18 competizioni. Il portabandiera alla cerimonia di apertura fu il trentaseienne ginnasta Josy Stoffel, alla sua quinta Olimpiade.
Fu l'undicesima partecipazione di questo paese ai Giochi. Non furono conquistate medaglie.